# Jarrod Bannister
Jarrod Bannister, född 3 oktober 1984 i Townsville, Queensland, Australien, död 8 februari 2018 i Eindhoven, Nederländerna, var en australisk friidrottare som tävlade i spjutkastning.
Bannister deltog i VM för juniorer 2002 i Kingston där han slutade på fjärde plats. Han deltog även i Samväldesspelen 2006 där han blev sexa. Hans första världsmästerskap var VM 2007 i Osaka där han inte tog sig vidare till final.
Bannister kastade vid Australiska mästerskapet 2008 89,02 meter vilket är nytt australiskt rekord i spjutkastning och ett kast som förde upp honom till den 15:e bäste kastare någonsin i spjutkastning.
Han deltog vid Olympiska sommarspelen 2008 i Peking, där han slutade på sjätte plats.
Bannister stängdes 2013 av för dopning i 20 månader.